# Francesco I Crispo
Francesco I Crispo (fallecido en 1397) fue el décimo duque de Naxos a través de su matrimonio y por voluntad de la República de Venecia.

## Biografía
Francesco Crispo probablemente nació en Verona. Fue el señor de Milo, así como vasallo del duque de Naxos. También fue su pariente porque estaba casado con una nieta del duque Guillermo I Sanudo, Florencia Sanudo, señora de Milo. También pudo haber sido un pirata. Fue enviado por la República de Venecia a Naxos en marzo de 1383. El nuevo duque Nicolás III dalle Carceri fue considerado incompetente por Venecia. La República estaba sufriendo la conquista otomana del Egeo. Francesco Crispo fue enviado para ayudar a su primo y señor.
En la isla, se sugirió una cacería. Oficialmente, en el camino de regreso Nicolás III, escoltado por los hombres de Crispo fue atacado por rebeldes o ladrones. Niccolò cayó de su caballo y murió. Para calmar cualquier revuelta, Francesco Crispo tuvo que asumir el poder.
La República de Venecia envió rápidamente sus felicitaciones.
Andros fue otro problema. Pertenecía a María Sanudo, hermana del fallecido duque. Cuando Francesco dio como dote Andros y Siros a su propia hija Petronilla, María Sanudo pidió la justicia de Venecia. Como compensación, recibió la isla de Paros en feudo en 1389 por Crispo.

## Descendencia
Con su esposa tuvo ocho hijos:
- Giacomo I Crispo
- Petronila Crispo (1384-1427), se casó con Pedro Zeno, señor de Andros y Siros.
- Inés Crispo (1386-1428), se casó con Dragonetto Clavelli, señor de Nísiros.
- Giovanni II Crispo
- Guillermo II Crispo
- Nicolás Crispo, señor de Siros.
- Marco I Crispo, señor de Ios.
- Pedro Crispo, patricio de Venecia (1397-1440):